# Perivoj porodice Garanjin-Fanfonja u Trogiru
Perivoj porodice Garanjin-Fanfonja u Trogiru, Park  Garanjin-Fanfonja u Trogiru ili kako ga Trogirani nazivaju, Garanjinov vrtal (novogrčki peribóli) je  javna zelena površina, vrt, cvetnjak, ograđena i posebno uređena za šetnju i odmor. Jedno je od najznačajnijih ostvarenja klasicističke parkovne arhitekture, u kome se pored bujne vegetacije ugrađena i 23 artefakata rimskih stela iz arheološke zbirke I. L. Garagnina, sarkofag, torzo jedne rimske skulpture u togi, miljokaz i ara sa erotima i natpisom Statilia Maxima iz sredine 2. veka.  Prema inventarima iz 1828. i 1829. godine u vrtu je raslo oko tristapedeset vrsta, a prema popisu iz 1989. godine bilo ih je još tridesetak.
Nastao je oko 1800. godine sintezom agrarnog poseda i eksperimentalnog imanja sa parkovskom atmosferom, nasadima leguma i drugog povrća okruženih drvećem, cvećem i elegantnim stazama, lepom arhitekturom i antičkim spomenicima. Nastao je kao privatni vrt aristokratske porodice Garagnin dok je danas većim delom u javnom vlasništvu.

## Položaj
Perivoj ili park porodice  Garanjin-Fanfonjaa, površine oko 84 x 164 m, nalazi se preko Foše, na kopnenom selu grada Trogira, na Travarici  na 1,3 ha  preko puta mosta koji ga povezuje sa starim gradskim jezgrom grada Trogira, na k.č.br. 3403/1, 3403/4, 3404 i 3405 k.o. Trogir.
Perivoj je objekat zatvorenog tipa, ograđen sa svih strana, sa monumentalnim glavnim vratima na južnoj strani. U ovom kompleksu je i nekoliko građevina podignutih početkom 19. veka, pretežno prema projektima Giannantonija Selve, što potvrđuju sačuvani nacrti i katastarski planovi. Glavni ulaz je na jugozapadu uz zgrade nekadašnje konjušnice, a pomoćni ulaz na severu je uz baštovanovu kućicu.

## Zaštita
Pod oznakom Z-3880 Perivoj porodice  Garanjin-Fanfonja, zaveden je kao nepokretno kulturno dobro - kulturno- istorijska celina, pravno sa statusom zaštićenog kulturnog dobra, svrstano kao „baština vrtne arhitekture", uz obrazloženje: 
| „ | Park eks Fanfogna u Trogiru obiluje vrlo lijepim i rijetkim skupinama drveća tako da predstavlja značajan objekt naše starije vrtne arhitekture na jadranskom području. Pojedina stabla u parku (stare česmine, lovori i dr.) već sami po sebi predstavljaju prirodne rijetkosti i vrijedan botanički materijal. | ” |

Iako nije pod UNESCO-vom zaštitom, kao ostali deo Trogira, Park Garagnin-Fanfogna smatra se prvim botaničkim vrtom u Hrvatskoj (starijim od zagrebačkog 80 godina) i prvim parkom engleskog vrtnog stila u južnoj Hrvatskoj – Dalmaciji.

## Istorija
Sadnja perivoja počela je s početka 19. veka, da bi se vrt proširio  od juga, od Travarice, od puta prema severu, do Malog polja, na lokalitetu koji se nekada nazivao Zgon. Perivoj je vremenom menjao koncepciju, pa su u prvoj fazi njegovu severnu stranu zauzimale  površine namenjene poljoprivredi i uzgoju novih kultura i sadnica, dok je južni deo, perivoja doživeo  značajne promene.
Naziv perivoj,  kao park (giardino), ali i kao vrt (orto)  imao je dvojnu funkciju, onu klasičnu, u smislu parka, i onu praktičnu, agrarnu. Imajući u vidu da su sve  biljke na ovom prostoru pedantno evidentirane i naučno opisane, perivoj se može smatrati i botaničkim vrtom. 
Jugoistočni ugao Rimeše - konjušnice perivoja ušao je u kolektivno pamćenje naroda: do druge polovine 20. veka kada je bio običaj se da na tom mestu organizuje posmrtna povorka, koja bi, odatle nastavila put  prema Dobriću i dalje prema groblju.

### Istorijski i ekološki značaj
- Perivoj porodice  Garanjin-Fanfonja u Trogiru prvi je hrvatski agrarni i botanički privatni park.
- U njemu je očuvana određena botanika parka.
- Na maloj površini očuvan je veliki broj biljnih vrsta.
- Prisutnost konopljike i brucijskog bora jedinstvenih po veličini.
- U arhivi porodice Garagnjin čuva se najstariji zapis sorte vinove loze Crljenak koja je primarna sorta svetski poznatog vina Zilfander.
- Park su ekološka pluća grada Trogira.

## Izgled
U izradi vrta primijenjen je koncept blizak engleskim pejzažnim parkovima sa krivudavim puteljcima i sa dva veštačka brežuljka, izmešu kojih je prema prvom sačuvanom nacrtu vrta, nastalom oko 1800. godine,  postojalo jezerce iz kojeg je isicao vijugavi potok. Iza veštačkih brežuljka, u zaklonjenom delu perivoja, duž istočnog zida uzgajali su se agrumi. 
| „ | Ovaj relativno mali perivoj, ograđen zidom, sa svojim bujnim rastinjem, krivudavim stazama, skrovitim mikroambijentima i veštačkim brežuljcima doživljavan je kao da je veoma prostran. Prepričava se da se iz, perivoja moglo čuti tuljenje akustične naprave nalik trubi, kroz koju je strujao vjetar. | ” |

Kao u klasičnom rimskom parku i u trogirskom prevladavalo je zimzeleno rastinje (čempresi, pinije, lovori, česmine…) između kojih je su bila listopadna stabla, ali i ona egzotična (palma i mimoza). Bunari i rimski spomenici, kameni stolovi, sarkofazi, jedna veštačka ruševina (glorijet) - četiri stuba na postamentu, upotpunjavala je ovaj kompleks koji je odavao utisak prijatnog  vrta iz klasične književnosti.

## Vegetacija perivoja
Od biljnog sveta nekada su se u parku nalazile sledeće biljne zajenica:

### Stabla
Ukupno 43 vrste viših i nižih stabala bile su do 1829. godine posađene u Parku. Danas ih je preostalo svega 29 iz tog doba, ali su zato dodate dve nove vrste. Zimzelene biljne vrste i palme, čine nešto više od 70%, dok listopadne biljke čine 30% svih biljnih vrsta Parka. Od stabala koja su nekada posađena u parku, bila su sledeća:
- različite vrste javora (obični javor, mleč i pajavac),
- Brousonetia papyrifera, papirovac srodnik duda i smokve s Dalekog Istoka,
- stabla košćele koja se upotrebljavaju u ozelenjavanju primorskih gradova,
- stabla hrasta crnike (česmina) koja su na prostoru Parka verovatno postojala i pre njegovog osnivanja,
- judino drvo vedre teksture krošnje i raskošnosti cvata,
- Firmiana simplex poznata kao jedina biljka koja je preživela napad na Hirošimu,
- jedan mladi primerak belog jasena (Fraxinus excelsior) koji raste u samom središtu Parka,
- Lovor (Laurus nobilis), jedan od pripadnika bogate nekadašnje dendroflore,
- širokolisna zimzelena stablašica kineska kalina (Ligustrum sinense),
- brdski brest (Ulmus glabra),
- konopljika (Vitex agnus-castus) koji je za dva metra prerastao visinu do pet metara iz stručne literature,
- Tamarix gallica koji je po formi i boji cvata uočljiviji od afričkog tamariksa.
- pet vrsta borova (danas u parku rastu samo dve).

### Voćke
U parku je bilo posađeno oko 20 vrsta voćaka, koje u različitim godišnjim razdobljima mogu biti jestive (marelice, breskve, šljive, višnje, bademi, jabuke i kruške), a posebno agrumi - limun, narandže,  nar, smokve...)

### Žumare i palme
Kineska žumara pridošlica je u flori Parka, nije poznato od kada. Njena je pejzažna vrednost velika jer formira zanimljivo ostrvo palmi u severnom delu Parka, a sama se i obnavlja. Na krajnjem istočnom i zapadnom delu Parka raste po jedno stablo urme.

### Povrće
U južnom delu Parka uzgajane su mnoge korisne biljne vrste bilo onog za ishranu (više vrsta luka i krompira, patlidžana, raznog zelja itd.), lečenje (lekovito bilje) ili začinjavanje hrane (mentvica, slez, koromač).
Posebno treba istaknuti više vrsta leptirnjača, koje nisu sađene samo zbog ishrane, već i zbog napretka agrotehnike: vrste graha Phaseolus, slatkovina (vučja trava) i leća. 
U Parku je uzgajan i novitet u Evropi, vrtna jagoda kakvu danas poznajemo (hibrid Fragaria x
ananassa), koja je nastala ukrštanjem američkih vrsta Fragaria chiloensis i Fragaria virginiana. U

### Kaktusi
U Parku je rasla samo jedna vrsta kaktusa, Selenicereus grandiflorus.

### Trave
Na popisu iz 1829. godine nalazilesu seukupno četiri vrste pravih trava iz porodice Poaceae.

### Jednogodišnje i dvogodišnje biljke u prizemnom prekrivaču Parka
Mađu ovim biljkama treba spomenuti:
- dominantnu vrstu Oxalis articulata,
- Urtica urens, kopriva,
- arheofit tipično vezan za vrtove i seoske obrađene površine.
- dvozuba, invazivne vrste poreklom iz Južne Amerike, koja se smatra jednom od najinvazivnijih vrsta u Dalmaciji.

## Kulturno-istorijske vrednosti parka

### Vrtni casinetto
Glavna vrtna građevina, danas u ruševinama, je casinetto, ili kućica za uživanje, omanja prizemne zgrade ispred koje je stajala terasa sa tremom u obliku paviljona. Izvedena je prema projektu arhitekta Giannantonio Selva,  na osnovu zamisli i sugestija Gianluce Garagnina, koji je želeo da casinetto dobije „otmen izgled“.. Gradnja je započeta 1800. godine adaptacijom i dogradnjom već postojeće vrtlareve kuće. 
Sastojao se od tri međusobno povezane prostorije sa ulaznom terasicom. Građevina je zidana u opeci i omalterisana. Iznad srednjeg ulaza  (od ukupno tri) bila je oslikana luneta. Unutrašnji podovi bili su od teraca ili kamenih ploča, a terasa je popločana kamenom. Središnja i južna prostorija bile su bogato oslikane prema originalnom Selvinom nacrtu. U debljini prolaza između njih je bila smeštena mala priručna biblioteka, u kojoj su među ostalima bile i knjige s područja botanike i agronomije.ŠVERKO, A. (2011.), 337-386.
Sačuvani su i obojeni, veoma istančani Selvini nacrti pojedinih zidova sa detaljima stukatura i slika  sa simboličnim figurama  Za oslikavanje prostora bio je 1809. godine angažovan je slikar, profesor iz Dubrovnika.

### Oranžerija
Oranžerija je služila kao zimski vrt za zaštitu od hladnijih vremena i rad sa agrumima i sličnim osetljivim biljkama, koje su u toplijim mesecima iznošene u baštu. Oranžerija se nalazila uz kameni potporni zid, i pored veštačkog brežuljka. Glavni ulaz sa zapada imao je kutne pilastre identične onima na casinettu. Kroz središnji deo u prostor oranžerije vodila su vrata, čiji je pod od opeke složen u obliku „riblje kosti“.

### Gospodarska građevina uz severni ulaz
Kućica na severu, nekadašnji casino porodice Grazio, Garagnjinovi su kupili i uz njega planirali dogradnju zgrade barchesse sa otvorenim temom i tri luka. U tom delu bilo je planirano držanje životinja. Projekat nije u potpunosti izveden.
Ove kućice ili Rimeše kako su ih nazivali trogirani, naknadno spojene zajedničkim portalom i pročeljem, koje su služile kao konjušnice . U njima su se jedno vreme zamjenjivale zaprege i držale kočije. Današnji izgled ove prizemne kuće dobile su 1811. godine, kada su , štale, međusobno  spojene, a delom uvećane. Zgrade su dobile i novo, zajedničko reprezentativno pročelje sa portalom prema putu. Prema sačuvanom nacrtu celo pročelje trebalo je da bute u klasicističkom stilu od izduženog kamenja sa dubokim užljebljenjima uz fuge.  Različita su mišljenja o mogućem projektantu zgrade: iznesena je pretpostavka da je to mogao biti Giannantonio Selva,PIPLOVIĆ, S. (1990.b), 67, 69. a uverljiva je i teza da je prema idejnom projektu Giannantonija Selve izvedbene nacrte izradio njegov saradnik Andrea Rigatto.ŠVERKO, A. (2011.), 379. Poznato je da je klesarske radove izveo majstor Giuseppe Bonomi.

### Poljoprivredna građevina uz južni ulaz
Ova prizemna gađevina sa ranim jednostranim krovištem, nalazila se istočno od glavnog ulaza u Park, sa kojim predstavlja oblikovnu celinu. Sastoji se od dva volumena, međusobno spojena prolazom s lučnim otvorom, koji je danas sa južne strane zatvoren fiksnim staklom u drvenom okviru, dok je sa severne strane zazidan. Iznad vrata glavnog ulaza nalazi se grb porodice Garagnin.

### Muzej grada Trogira
Muzej grada Trogira smešten je u nekadašnjem rezidencijalnom kompleksu porodice  Garanjin-Fanfonja i sa Parkom čini istorijsko-arhitektonsku cjelinu. U Muzeju se nalazi bogata porodićna biblioteka Garagnin-Fanfogna, koja broji 5.582 naslova i smatra se jednom od najbogatijih privatnih biblioteka u Dalmaciji, uključujući najvažnije knjige o agrikulturi, vrtovima i parkovima 18. veka. U biblioteci je sačuvana i porodična arhiva Garanjin-Fanfonja u kojoj se nalazi iscrpna dokumentacija o porodičnom parku na Travarici. U biblioteci se nalaze dela iz svih područja ljudskog znanja, a među njima se nekada nalazio poznati spis Pacta Conventa, koji se danas čuva u Budimpešti.

### Antički spomenici
Garagninovi su u Parku porodićne kuće posedovali privatni muzej u kome su postavljali mnoge antičke spomenike, kao i crteži antikviteta koje je Ivan Luka Garagnin pronašao prilikom svojih arheoloških iskopavanjim u Saloni, i delom je postavio, a delom ugraditi u istočni zid Parka.
U istočnom  ogradnom zidu ugrađena su 23 artefakta rimskih stela iz njegove arheološke zbirke. U Parku se nalazi sarkofag, torzo jedne rimske skulpture u togi, miljokaz i ara s erotima i natpisom Statilia Maxima iz sredine 2. veka.
Najveći deo rimskih lapida u perivoju (većinom su to natpisi uzidani u istočni zid) potiče iz Salone, gdje je 1805. godine Gianluca Garanjin, kao prvi dalmatinski konzervator, po nalogu cara i kralja Franje I., obavljao prva sistemska arheološka iskopavanja.
U severoistočnom delu perivoja postavljen je nadgrobni spomenik u obliku žrtvenika, koji je Fruktula Ospita podigla sebi i svom pokojnom suprugu, vojniku T. Statiliju Maksimu. Na svakoj od bočnih strana are prikazan je po jedan erot, oba personifikacije jeseni.BOŽIĆ-BUŽANČIĆ, D. (1970.), 149.-159; BABIĆ, I. (1982.-1983.), 67-80  
U perivoju je stajala i velika kamena posuda, kao deo fontane.

## Zanimljivosti
Znameniti posetioci perivoja
Perivoj su posetile mnoge učene i istaknute osobe. 
- Godine 1818. godine  - car i kralj Franjo I, koji je bio oduševljen perivojem
- Godine 1838. godine - saksonski kralj Fridrik August, prirodnjak amater (u Solinu je lovio leptire), tokom svog boravka u Splitu i Trogiru.
- Godine 1859. godine - nekoliko dana u parku je boravio nadvojvoda Maksimilijan (budući meksički car),
- Godine 1859. godine brat cara i kralja Franje Josipa.[14]

Donacija sadnica i semenja
Gianluca Garagnin slao je dalmatinskom namesniku Weldenu (1828.-1832.) sadnice i semenje za prvi javni park u Dalmaciji, u Zadru (na bastionu ispred grada).
Eksperimentalni rad
U severnom delu parka eksperimentisalo se sa novim kulturama. Posredstvom egipatskog konzula u Trstu 1821. godine Gianluca Garagnin nabavio je seme indigopere radi dobijanja modre boje, o čemu je vodio poseban dnevnik. Gianluca Garagnin doveo je iz Italije i bolje edukovane najamne radnike, koji nisu bili dobro dočekani među trogirskim težacima, nepoverljivima prema novotarijama i pridošlicama.
Botaničar Giovanni Miotto, koji je stigao iz Padove, u službi Gianluce Garagnina sastavio je 1828. godine katalog bilja sa popisom vrsta.

## Perivoj danas
Danas perivioj ima sve  manje rastinja. Autohtono rasltinje koje je podivljalo, unazad više od pola veka uzrokovano je činjenicom da je perivoj bio dugo zapušten. Iako je park obnovljen u njemu više neme traga mnogim biljkama cvrtnica među kojima su bile orhideje i japanske ruže. Na ovakvo stanje i potpuna degradacija parka, u kome veliki deo izvorne botanike parka više ne raste u parku, uticali su:str.22
- Marginalna kategorija zaštite prirode (nema izvorne prirode).
- Nestručna briga oko održavanja parka.
- Zarastanje parka u krov.
- Starost stabla u parku, koja su ne samostara već i bolesti i zaražena štetočinama.
- Rast invazivnih vrsta.
- Zemlja zaražena narkoticima.
- Nedostatak vodenih crpki i zapuštenost bunara za potrebe navodnjavanja parka.
- Otežano održavanje visokih stabala (dizalice, cisterne, vatrogasna vozila ne mogu ući u park)
- Nedostatak novca za njegovoodržavanje zbog nerešenih imovinsko-pravnih odnosa i

nedostatka sredstava potpuna degradacija parka

### Namena
Park Garagnin-Fanfogna, i pored toga što je primarno bio namenjen njegovom osnivaču za odmor i užibvanje, već u doba porodice Garagnin i Fanfogna bio turistička atrakcija, u oovom delu Balkanskog poluostrva, koju su posećivale mnoge znamenite osobe svoga vremena koje su bile oduševljene njegovim ambijentom, saksonski kralj Fridrik August, lekar iz Trsta i istaknuti botaničar dr Bartolomeo Biasoletto, car Franjo I i njegov botaničar Portenschlag Ladermayer, nadvojvoda Ferdinand Maksimilijan – brat cara Franje Josipa I i kasnije meksički car, austrougarski ministar poljoprivrede.
Održavanje parka od strane porodice Garganin-Fanfogna bilo je ključ razvoja turizma na prostoru parka i Trogira.
Nakon Drugog svetskog rata park je posta javno vlasništvo od kada počinje postepena degradaciji parka.
Danas je park u većinskom vlasništvu grada Trogira, kao i pripadajuće građevine, osim dela casinetta i poljoprivredne kuće na severnoj granici vrta koje su i dalje delom u vlasništvu porodice Garagnin. Za ovaj prostor Trogir je iskazao interes za otkupom suvlasničkog dela. Do realizacije, obitelj Garagnin je dala suglasnost Gradu Trogiru i Javnoj ustanovi MORE I KRŠ za ulaganje u nekretnine koje su delom u njihovom vlasništvu.)
Prostor parka se ne koristi za turističko posjećivanja već park povremeno posjećuju samo građani. Sobzirom da u Trogiru ima malo zelenih gradskih površina, parku gravitiraju svi stanovnici
Grada Trogira, a ne samo naselja Trogir, sveukupno 13.192 stanovnika, mada se u perspektivi
revitalizacije parka možemo računati na posećivanje od strane građana šireg područja.

## Napomene
1. ↑  Kako arheološki nalazi, najverovatnije nisu zadovoljili careva očekivanja, ostali su najvećim delom u Trogiru i Splitu, u Arheološkom muzeju.Među starinama je i krnja skulptura obavijena togom.[5]
2. ↑  I. J. Pavlović-Lučić objavio je 1811. godine posebnu knjižicu  Marmora Traguriensia, katalog rimskih natpisa iz zbirke obitelji Garagnin.[5]
3. ↑  Sporazum, klasa: 030-02/16-01/07, ur.broj: 2181-179-16-1 od 29. siječnja 2016.

## Literatura
- Šverko, Ana; Belamarić, Igor; Belamarić, Joško; Kirchner, Marija. Integralna studija povijesnohortikulturno-arhitektonska analiza s prijedlogom konzervatorskih smjernica za obnovu. COAST/UNDP projekt (2013)
- Cega, F. (1997) Izložba pergamena zbirke Garagnin Fanfogna u Muzeju grada Trogira – papinske bule,
- Muzej grada Trogira, 7. – 16. studenoga 1997. Izložba pergamena Zbirke Garagnin Fanfogna u Muzeju grada Trogira (1997) monografija (knjiga), str. 1-49.
- Radić, D. Park Garagnin-Fanfogna, Radovan, časopis Društva za zaštitu kulturnih dobara Trogira, 3/2005.
- Ministarstvo zaštite okoliša i energetike i Hrvatska agencija za okoliš i prirodu (2018) Smjernice za planiranje upravljanja zaštićenim područjima i/ili područjima ekološke mreže. UNDP, Hrvatska.

## Spoljašnje veze
- Trogir prema opisima putopisaca i istražitelja 19. stoljeća, čija se djela čuvaju u Knjižnici Garagnin - Fanfogna u Muzeju grada Togira (jezik: hrvatski)